# 洛戈桑托
洛戈桑托（義大利語：Luogosanto），是意大利撒丁大区薩薩里省的一个市镇。总面积135.45平方公里，人口1891人，人口密度14.0人/平方公里（2009年）。ISTAT代码为104014。